# Cirillo VI Tanas
Cirillo VI, nato Seraphim Tanas (Damasco, 1680 – Damasco, 10 gennaio 1760), è stato il primo patriarca della Chiesa melchita.

## Biografia
Seraphim Tanas nacque a Damasco nel 1680. I suoi genitori, Nasr e Sispina Saifi, erano cattolici di rito bizantino. Suo zio materno, Euthymios Saifi, eparca di Sidone, si impegnò ad educarlo nella fede cattolica. Dopo averlo ordinato diacono, lo inviò in Europa per proseguire i suoi studi di teologia: il 4 maggio 1702 fu ammesso nel Pontificio Collegio Urbano di Propaganda Fide a Roma. Terminati i suoi studi lasciò Roma il 23 agosto 1710, ritornò a Sidone presso suo zio, che, in questo stesso anno, lo ordinò prete.
Nel 1711 il patriarca greco-ortodosso di Antiochia Cirillo V Zaim lo chiamò presso di sé a Damasco, lo ordinò corepiscopo e predicatore ufficiale del patriarcato greco-ortodosso. Nello stesso periodo entrò nell'Ordine Basiliano Salvatoriano.
Nel 1712 i cattolici di San Giovanni d'Acri lo elessero vescovo della loro città. Prima di accettare, Seraphim Tanas consultò Propaganda Fide, in quanto San Giovanni d'Acri apparteneva al patriarcato greco-ortodosso di Gerusalemme, dove maggiore era l'ostilità nei confronti dei prelati favorevoli al cattolicesimo. Propaganda rispose che l'elezione era valida solo se Tanas fosse riuscito a sottomettere San Giovanni d'Acri al patriarcato di Antiochia. Cosa impossibile: per cui Tanas dovette rinunciare ad occupare quella sede.
Nello stesso periodo Seraphim Tanas si recò a Roma per questioni riguardanti la Chiesa maronita. Contestualmente presentò a papa Clemente XI un rapporto sui progressi del cattolicesimo in Siria e confermò che il patriarca Cirillo V era, almeno nelle intenzioni, cattolico ed aspettava un invito di Roma per redigere un atto formale di fede cattolica. Tramite Tanas il papa inviò un breve apostolico a Cirillo V, il 9 gennaio 1716, invitandolo a dichiararsi pubblicamente cattolico. Questi redasse una professione di fede che inviò a Roma tramite il suo fidato collaboratore Seraphim Tanas. Il 21 maggio 1718 il papa rispose con un altro breve, servendosi ancora una volta di Seraphim Tanas come suo ambasciatore.
Il 5 gennaio 1720 moriva Cirillo V ed il suo successore Athanasios III Dabbas favorì una recrudescenza della persecuzione contro il partito cattolico del patriarcato di Antiochia: molti preti di tendenze cattoliche finirono in carcere, ed anche alcuni vescovi, tra cui Euthymios Saifi, zio di Seraphim Tanas. Athanasios morì il 28 luglio 1724.
Nel successivo sinodo fu eletto nuovo patriarca Seraphim Tanas con il nome di Cirillo VI. Fu consacrato vescovo il 1º ottobre 1724 nella cattedrale patriarcale di Damasco. Questa elezione fu tuttavia contestata dal patriarca ortodosso di Costantinopoli, Geremia III, per le eccessive influenze cattoliche nell'elezione di Tanas; questi fu scomunicato da Geremia, che impose un nuovo patriarca sulla sede antiochena, Silvestro di Aleppo, consacrato l'8 ottobre. Il sultano di Costantinopoli ritirò il riconoscimento iniziale dato a Cirillo VI per appoggiare il patriarca Silvestro, che iniziò a perseguitare i sostenitori di Cirillo e tutti coloro che nel patriarcato antiocheno erano favorevoli all'unione con la Chiesa cattolica, specialmente a Damasco e ad Aleppo, e fece confiscare tutte le chiese delle comunità cattoliche. Cirillo VI dovette fuggire in Libano per evitare l'arresto. Si venne così a creare uno scisma all'interno del patriarcato ortodosso antiocheno, che portò alla nascita della Chiesa cattolica greco-melchita.
La Santa Sede si mosse con grande cautela. Solo l'8 luglio 1729 Propaganda Fide pubblicò il decreto di approvazione dell'elezione "valida e libera" di Cirillo VI, approvazione che era stata data già il 15 marzo precedente. Il 13 agosto il cappuccino Doroteo della Santissima Trinità fu incaricato di esigere ed esaminare la professione di fede di Cirillo VI. Il pallio fu assegnato solo il 29 febbraio 1744.
La cautela di Roma era doppiamente motivata. Da una parte non si voleva la divisione del patriarcato antiocheno, e solo le persecuzioni di Silvestro convinsero la Santa Sede a confermare l'elezione di Cirillo. Inoltre questi, come suo zio Euthymios, era favorevole ad una certa latinizzazione dei riti e dei costumi greco-melchiti, sostenuto dai missionari latini, soprattutto i Francescani. Nel breve a Doroteo della Santissima Trinità Roma chiedeva espressamente che Cirillo rinunciasse ad ogni tentativo di modificare il rito bizantino e che fossero ripristinati tutti gli usi antichi, precedenti alle modifiche di Euthymios e dello stesso Cirillo. Il problema della latinizzazione del rito greco continuò ad agitare gli animi nella Chiesa melchita, fino al pronunciamento definitivo di papa Benedetto XIV, che il 24 dicembre 1743, con la bolla Demandatam caelitus, pose fine alla latinizzazione e ad ogni tentativo di modificare il rito greco; inoltre proibì ai missionari latini di accettare fedeli di rito greco nel rito latino.
Cirillo VI Tanas convocò diversi sinodi della Chiesa melchita (1736, 1751 e 1756) al fine di dare una struttura alla Chiesa melkita, ma senza un pieno successo.
Nel 1759 Cirillo VI, anziano e malato, scelse il sacerdote Michel Jawhar come suo successore; il 30 luglio 1759 convocò un sinodo dei vescovi melchiti, dove rassegnò le dimissioni. Jawhar fu eletto patriarca assumendo il nome di Atanasio. Fu consacrato vescovo il giorno successivo, 31 luglio, da Cirillo VI, che morì pochi mesi dopo, il 10 gennaio 1760.
Roma tuttavia non confermò né l'abdicazione di Cirillo VI né di conseguenza l'elezione di Jawhar ed il 1º agosto 1760 nominò patriarca, successore di Cirillo VI, il soarita Massimo II Hakim.

## Genealogia episcopale e successione apostolica
La genealogia episcopale è:
- Vescovo Filoteo di Homs
- Patriarca Eutimio III di Chios
- Patriarca Macario III Zaim
- Vescovo Leonzio di Saidnaia
- Patriarca Atanasio III Dabbas
- Vescovo Néophytos Nasri
- Patriarca Cirillo VI Tanas

La successione apostolica è:
- Vescovo Macaire Methode (1724)
- Patriarca Teodosio V Dahan, B.C. (1736)
- Patriarca Atanasio IV Jawhar, B.S. (1759)